# Mieders
Mieders est une commune autrichienne du district d'Innsbruck-Land dans le Tyrol.

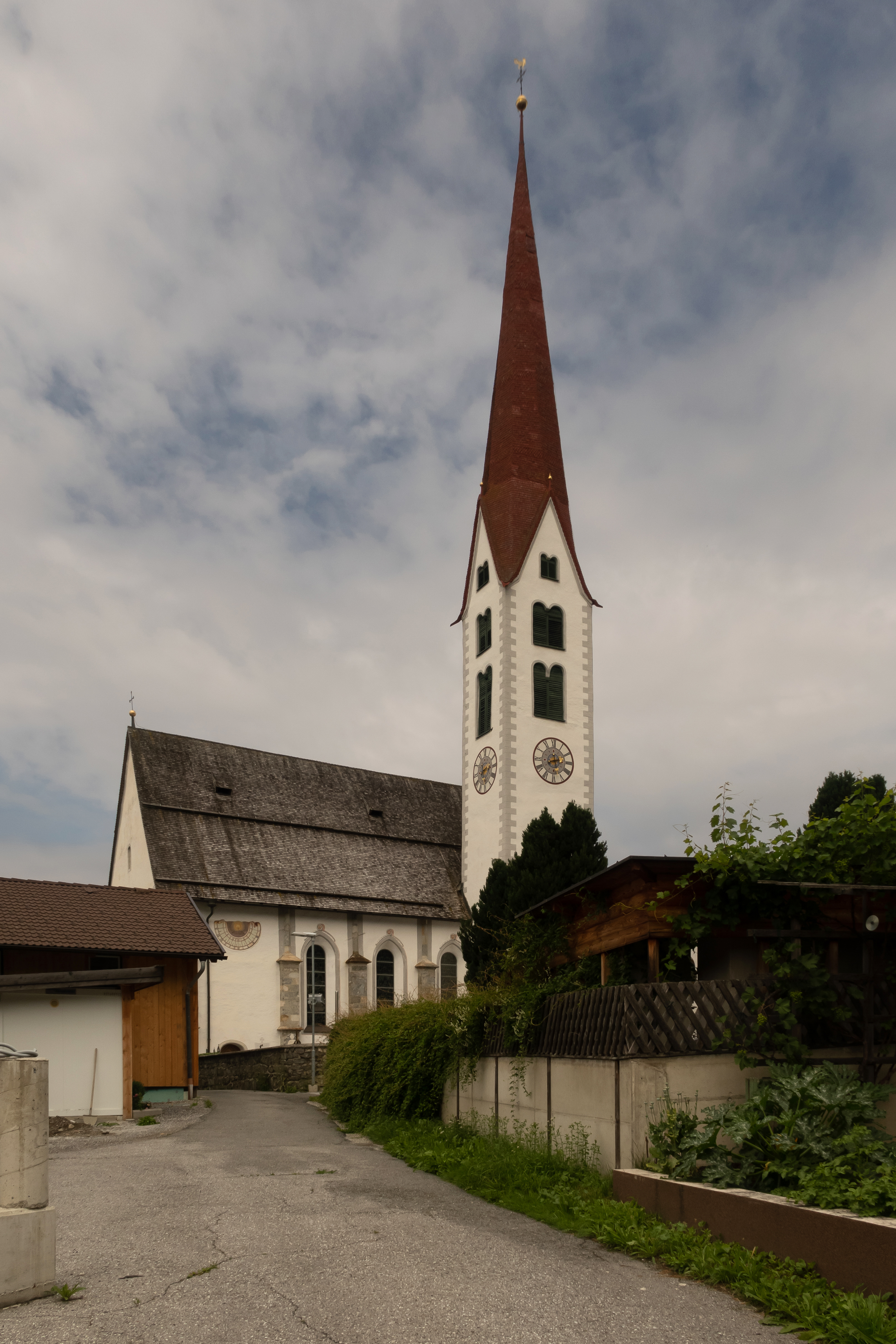
Mieders, l'église catholique (Pfarrkirche Mariä Geburt)